# Armpotigen
Armpotigen (Brachiopoda) zijn een stam van ongewervelde zeedieren. Armpotigen filteren voedseldeeltjes uit het water, met behulp van een gevorkte lofofoor (tentakelkrans). Na het larvestadium ontwikkelen ze twee harde, scharnierende schelphelften (of kleppen) op de buik en de rug. Brachiopoden zijn meestal verankerd aan de ondergrond, met een steel die dicht bij het scharnier door een gat in de buikklep steekt. De wetenschappelijke naam van de groep, Brachiopoda is een samentrekking van het Latijnse bracchium (arm) en het Griekse πούς (voet).
Brachiopoden worden vaak verward met de tegenwoordig veel algemenere tweekleppige weekdieren, maar verschillen daarvan omdat die laatste linker- en rechterschelphelften hebben, niet met de ondergrond verbonden zijn, en hun voedsel niet vangen met een lofofoor, maar met hun kieuwen. Hoewel het verschil meestal duidelijk is, zijn er ook tweekleppigen waarvan de linker- en rechterhelft niet elkaars spiegelbeeld zijn (als de sint-jakobsschelp), of waarbij hechtdraden door een opening in een van de twee kleppen lopen. Bij sommige brachiopoden zijn buik en rugklep bijna identiek of is de steel bij volwassen exemplaren gedegenereerd.
De oudst bekende brachiopode is Aldanotreta sunnaginensis en is bekend uit sediment van ongeveer 529 miljoen jaar oud in Siberië, vlak na het begin van de 2e etage (Tommotièn) van het Cambrium. Tijdens het Paleozoïcum waren brachiopoden de dominante “schelpen”, maar sindsdien is hun alomtegenwoordigheid sterk teruggedrongen. Er zijn ongeveer 30.000 fossiele, uitgestorven soorten bekend. Nu leven er nog zo'n 200 soorten.

## Kenmerken

### Schelp

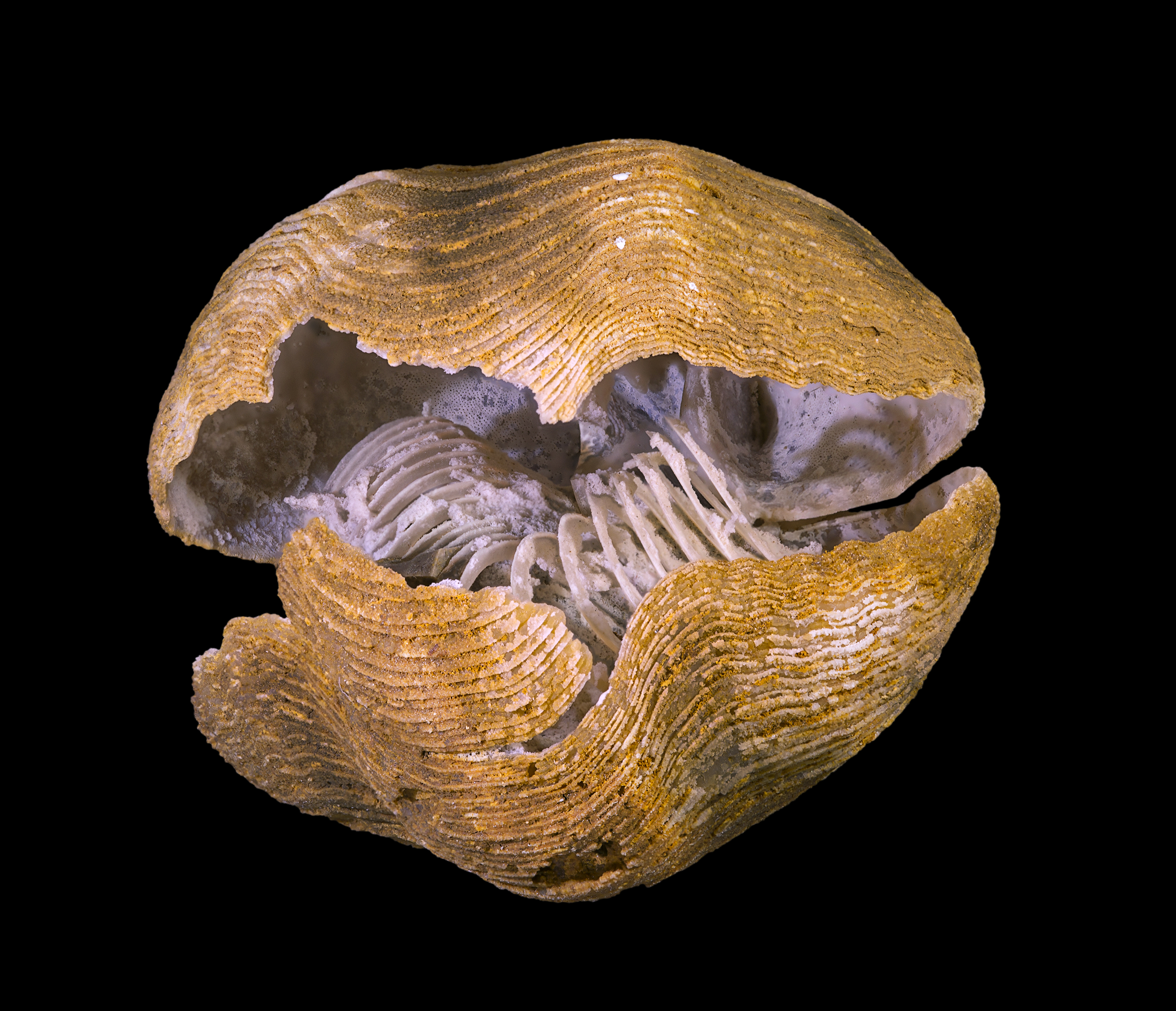
Spiriferina rostrata, een armpotige met restanten van de lofofoor zichtbaar in de schelpen

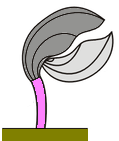
schematische tekening articulate brachiopode:
buikklep
rugklep
steel
ondergrond

De meeste moderne brachiopoden bereiken een grootte van 1 tot 3 cm; de kleinste soort is 1½ mm en de grootste ongeveer 10 cm lang. De grootste fossiele brachiopoden Gigantoproductus en Titanaria, uit het Bovencarboon waren ongeveer 35 cm groot. De schelp van een brachiopode bestaat uit twee kleppen (helften) die de rug (dorsale klep) respectievelijk de buik (ventrale klep) van het dier beschermen omvatten.
Tweekleppige weekdieren hebben een linker- en een rechterschelphelft. De rugklep draagt aan binnenkant de kraakbeenachtige gevorkte "armen", waar de groep naar genoemd is. Die ondersteunen de lofofoor, een orgaantje waarmee het voedsel wordt verzameld en adem wordt gehaald. De buikklep heeft aan de binnenkant de bevestiging van de steel waarmee de meeste brachiopoden zich verankeren aan de ondergrond. De steel gaat door een opening (foramen) in de top van de buikklep naar buiten. De buikklep is meestal groter dan de rugklep. Vaak zijn beide kleppen bol en de oppervlakken hebben vaak groei lijnen of ribbels. Echter, Lingula en zijn verwanten, die zich ingraven in de zeebodem, hebben gladde en platte kleppen die bijna gelijk zijn van vorm en grootte.
Op de lofofoor zitten cilia, kleine zweephaartjes, waarmee een waterstroom naar de midden in dit voedingsapparaat gelegen mond opgewekt wordt. Ook de stam van de mosdiertjes (Bryozoa) en die van de hoefijzerwormen (Phoronida) hebben een lofofoor.

## Verspreiding en voorkomen
De armpotigen waren vooral talrijk in het Paleozoïcum. Ze zijn van het grote uitsterven aan het einde van het Perm nooit meer hersteld, terwijl de tweekleppigen veel talrijker zijn geworden. Er zijn zo'n 30.000 fossiele soorten bekend. Tegenwoordig vinden we armpotigen vooral in diepere delen van de zee.
In Belgische wateren wordt Gwynia capsula nu en dan aangetroffen

## Taxonomie
Over de indeling in klassen is geen consensus. Hier wordt een indeling in drie klassen aangehouden.
- stam Brachipoda
  - Klasse Lingulata
  - Klasse Craniforma
  - Klasse Rhynchonellata